# جو غيليام
جو غيليام (بالإنجليزية: Joe Gilliam) هو لاعب كرة قدم أمريكية أمريكي، ولد في 29 ديسمبر 1950 في تشارلستون في الولايات المتحدة، وتوفي في 25 ديسمبر 2000 في ناشفيل في الولايات المتحدة.

## وصلات خارجية
- جو غيليام على موقع مرجع كرة القدم المحترفة.كوم (الإنجليزية)